# Les Sept Péchés capitaux (émission de télévision)
Pour les articles homonymes, voir Les Sept Péchés capitaux.
 (janvier 2023).
Si vous disposez d'ouvrages ou d'articles de référence ou si vous connaissez des sites web de qualité traitant du thème abordé ici, merci de compléter l'article en donnant les références utiles à sa vérifiabilité et en les liant à la section « Notes et références ».
Les Sept Péchés capitaux est une émission télévisée française diffusée sur TF1 de 1999 à 2006 et depuis 2016 sur C8 et animée par Julien Courbet.
Créée à la suite du succès de l'émission Sans aucun doute, animée elle aussi par Julien Courbet et diffusée sur TF1 tous les mercredis puis les vendredis en fin de soirée, Les Sept Péchés capitaux est quant à elle diffusée en direct à 20 h 50 au rythme de quelques émissions par an.

## Concept
Basée sur les sept péchés capitaux, l'émission présente des histoires vraies illustrant chacune un des sept péchés. Les séquences tournées sont entrecoupées de débats en plateau animés par Julien Courbet et ses journalistes, autour d'une vedette invitée.
Dans les premières années, autour de Julien Courbet on retrouvait l'avocat Didier Bergès, les journalistes Isabelle Brès, Anouk Julien et Hervé Pouchol qui va rapidement devenir le spécialiste et le médiateur de la Guerre des Voisins ainsi que l'humoriste Pascal Sellem et ses caméras cachées.
L'émission a battu des records d'audience avec notamment en janvier 2001 et en réunissant plus de 10 millions de téléspectateurs.
L'émission s'arrête en septembre 2006.
L'émission réapparaîtra à l'écran sur C8 le 27 octobre 2016, toujours animée par Julien Courbet. À l'inverse de l'émission initiale, celle-ci est déconseillée aux -10 ans puis aux -12 ans pour la dernière partie de l'émission, consacrée à la luxure.

## Liste des émissions (versionC8)

### Invités (27 octobre 2016)
- Stéphane Plaza, agent immobilier et animateur télé
- Clara Morgane, ancienne actrice porno, chanteuse et mannequin
- Gil Alma, comédien et humoriste
- Fauve Hautot, danseuse professionnelle
- Ahmed Sylla, humoriste
- Moundir, ancien candidat de Koh-Lanta, animateur télé

### Invités (30 juin 2017)
- Géraldine Maillet, ancienne mannequin, romancière et réalisatrice
- Thierry Moreau, journaliste et rédacteur en chef de Télé 7 Jours
- Valérie Damidot, animatrice de télévision et actrice
- Cécile de Ménibus, animatrice de télévision
- Jean-Pierre Castaldi, animateur de télévision et acteur
- Isabelle Morini-Bosc, journaliste médias à RTL

## Audiences
| Chaîne | Émission | Date de diffusion          | Audience moyenne          | Audience moyenne | Références        |
| Chaîne | Émission | Date de diffusion          | Nombre de téléspectateurs | PDM              | Références        |
| ------ | -------- | -------------------------- | ------------------------- | ---------------- | ----------------- |
| TF1    |          | Mercredi 20 septembre 2006 | 5 662 060                 | 27,3%            | [réf. nécessaire] |
| C8     | 1        | Jeudi 27 octobre 2016      | 689 000                   | 3,8 %            | [réf. nécessaire] |
| C8     | 2        | Vendredi 30 juin 2017      | 539 000                   | 2,7 %            | [ 2 ]             |

Légende :
- Les plus hauts chiffres d'audience
- Les plus bas chiffres d'audience